# ぎんざNOW!
『ぎんざNOW!』（ぎんざナウ）は、1972年10月2日から1979年9月28日までTBSテレビ（以下、TBS）で生放送された、素人参加型の情報バラエティ番組である。司会のせんだみつおが大人気となったほか、のちに著名となったお笑いタレントやミュージシャンが無名や素人時代に度々出演した。

## 番組概要
関西ローカルのテレビ番組『ヤングおー!おー!』（毎日放送）が深夜ラジオのテレビ化とも言われ、従来のバラエティ番組のスタイルを打ち破って高視聴率を得ていたことから、TBSも同様に若く勢いのある司会・出演者と素人を取り込んだ番組を企画した。
東京都中央区銀座のサテライトスタジオ銀座テレサ（三越銀座店別館）からの観客参加型番組で、初代司会も当時深夜ラジオのDJで人気のあったせんだみつおを起用した。番組開始時のアシスタントにはキャシー中島がいた。
番組開始当時は平日夕方は高視聴率が望めない時間枠であるとされていたが、中学生や高校生が帰宅後に見る番組としてヒットした。後に放送時間も拡大されたが、番組最晩年は『夕やけロンちゃん』のために再び30分に縮小された。
人気コーナーに「しろうとコメディアン道場」（以下、コメディアン道場）があり、ザ・ハンダースや関根勤に竹中直人、小堺一機などがデビューするきっかけともなった。木曜日は「フォーク&ロックの日」としてミュージシャンのゲストが多数出演し、時にはクイーン、キッス、ヴァン・ヘイレンなど、日本国外の大物アーティストもゲスト出演したが、番組の制作費が1本25万円と当時としても低予算だったため、それらゲストにギャラは一切支払われなかった。荒井由実が初めてテレビ出演したのも当番組だったが、放送当日たまたま重大事件が発生し、荒井が歌っている途中で報道番組に切り替わった。
花王石鹸の「モコのラブヘアーインタビュー」生CMが有った。銀座テレサ近くを通る一般女性に、高橋基子が毛髪についてインタビューし、最後に花王石鹸のヘアケア製品をプレゼントした。
基本的に関東ローカルであったが、一時期、一部系列局や秋田テレビ・山形テレビ・テレビ愛媛（いずれもフジテレビ系列）でも放送されていた。
中学生、高校生を対象に「ぎんざNOW!」特派員クラブを設立し、1975-1978年まで募集された。特派員が取材内容を報告するコーナーが不定期に設けられていた。
2005年5月1日 0:00 - 0:40に、TBSテレビ開局50周年記念企画としてTBS系列のCS放送であるTBSチャンネルにおいて、単発の再放送が行われた。2006年3月25日 2:00 - 2:40にも、TBSチャンネルで単発の再放送が行われた。内容は、1977年の放送回で、サブタイトルは「しろうとコメディアン道場」。小堺一機が出演した「しろうとコメディアン道場チャンピオン大会」や同コーナーチャンピオンで結成されたグループ「ザ・ハンダース」のコントなどで構成された。

## 歴代放送時間
出典：同期間の『毎日新聞』縮刷版
| 期間          | 期間          | 放送曜日    | 放送時間（日本時間） | 放送分数      |
| 開始          | 終了          | 放送曜日    | 放送時間（日本時間） | 放送分数      |
| ------------- | ------------- | ----------- | -------------------- | ------------- |
| 1972年10月2日 | 1974年6月28日 | 月曜 - 金曜 | 17:00 - 17:30        | 30分（第1期） |
| 1974年7月1日  | 1977年4月1日  | 月曜 - 金曜 | 17:00 - 17:40        | 40分          |
| 1977年4月4日  | 1978年9月29日 | 月曜 - 金曜 | 17:15 - 18:00        | 45分          |
| 1978年10月2日 | 1979年9月28日 | 月曜 - 金曜 | 17:30 - 18:00        | 30分（第2期） |

## 歴代出演者

### 司会
- せんだみつお - 初代司会者。月曜 - 金曜→1976年7月より月曜・水曜・金曜総合司会→1977年4月より月曜・金曜総合司会。1978年12月に体調不良により降板
- 山本雄二 - 1976年7月から9月まで火曜総合司会を担当
- 桜金造 - 1976年10月から1977年3月まで火曜総合司会を担当
- 近田春夫 - 木曜レギュラーを経て、1976年10月から1977年9月まで火曜（主に「フォークソングコンテスト」）パーソナリティを担当
- 松宮一彦 - 当時TBSアナウンサー。1977年4月から1979年9月まで火曜総合司会を担当
- 桂歌春 - 水曜コーナー司会を経て、1977年4月から1978年9月まで水曜総合司会を担当
- 吉村明宏 - 「素人コメディアン道場」出身。コーナー司会を経て、1978年12月より水曜総合司会を担当
- ラビット関根（関根勤） - 「素人コメディアン道場」初代チャンピオン。木曜コーナー司会を経て、1976年7月から12月まで木曜総合司会（「男の木曜日」担当）、1977年1月から1978年3月までは火曜→のち月曜パーソナリティー（主に「素人コメディアン道場」担当）、1978年12月から1979年9月まで月曜総合司会を担当
- 小清水勇 - 音楽評論家。洋楽・音楽情報コーナー担当を経て、1976年11月から1978年3月まで木曜総合司会を担当（「ポップティーンPOPS」担当）
- 阿部敏郎 - レギュラーを経て、1978年4月から1979年9月まで木曜曜総合司会を担当
- 小堺一機 - 「素人コメディアン道場」出身。レギュラー・コーナー司会を経て、1978年12月から1979年9月まで金曜総合司会を担当

### アシスタント
- キャシー中島 - 初代アシスタント
- ジェネミス - 初代アシスタント。ブラジル育ちの双子姉妹
- 荻野順子
- 太田裕美
- 長谷直美
- 三木聖子
- 北村優子
- 讃岐裕子
- 大場久美子
- 榊原郁恵
- 久我直子
- 岸本加世子
- 水野三紀 - 洋楽・ヒット情報（木曜）、「フォークソングコンテスト」（木曜）担当
- ダンディー2 - 「コメディアン道場」出身の漫才コンビ、木曜「ポップティーンPOPS」の進行役
- 小山セリノ
- ルーシー・ケント

ほか

### レギュラー

#### ラブヘアーインタビュー
- 高橋基子

#### その他
- ピピ&コット - 木曜レギュラー
- 生田敬太郎 - 木曜レギュラー
- ALFIE - 木曜レギュラー
- キャロル - 木曜レギュラー
- リトル・ギャング - 火曜レギュラー
- 星正人 - 火曜レギュラーwithファンシーハウス
- 清水健太郎 - 木曜レギュラー
- フィンガー5 - 月曜レギュラー
- ずうとるび - 月曜レギュラー
- ダウン・タウン・ブギウギ・バンド
- 豊川誕 - 木曜レギュラー
- ザ・ハンダース - 「コメディアン道場」チャンピオンで結成されたお笑いグループ。メンバーは第3代の清水アキラ、第4代の佐藤金造、第7代のアゴ勇[注 7]、第5代のアパッチけん、第2代の鈴木末吉・小林まさひろ[注 8]。
- 清水善三
- 田島真吾 - 木曜レギュラー
- 川崎麻世
- 松岡憲治 - 木曜レギュラー、当時TBS社員〈非アナウンサー〉だった
- 浅井良二 - 浅井企画社長。「コメディアン道場」審査員
- 小池聡行 - オリコン創業者、ヒットチャート情報担当
- MMP（ミュージック・メイツ・プレイヤーズ） - メンバーの渡辺茂樹が一時番組の音楽監修を担当
- オレンジペコ
- ハリマオ
- 大滝裕子[9]

ほか

### ゲスト
- 桑名正博 - 「哀愁トゥナイト」「サードレディー」などをバンド仲間とともに出演、熱唱
- 竹中直人 - 素人時代、「コメディアン道場」に出場。第19代チャンピオン
- 宇崎竜童
- キャンディーズ - まだ日本では発売前だったスティーヴィー・ワンダーの「愛するデューク」を歌唱
- シャネルズ - デビュー前
- サザンオールスターズ - 「勝手にシンドバッド」を歌唱、この出演がテレビ初登場となる
- ザ大和撫子 - 「コメディアン道場」第9代チャンピオン
- 柳沢慎吾 - 素人時代、お笑いコンビ「てっちゃん・しんちゃん」を組んで「コメディアン道場」に出場。第20代チャンピオンとなる
- 桂雀々 - 中学3年の頃、「花より団子」の芸名で「コメディアン道場」に出場。第6代チャンピオンとなる[注 7]
- ガロ - 「学生街の喫茶店」「ロマンス」を歌唱
- トロワ - ガロと同じディレクターの3人組でガロの二代目として「ブレンドコーヒー」を歌唱、1979年2月週間レギュラー
- とんねるず - 素人時代、「コメディアン道場」に出場
- 宇都宮隆 - 高校生時代
- 木根尚登 - 高校生時代
- 片平なぎさ
- ジューク・ボックス
- 木之内みどり
- Alfie - シングル「夏しぐれ」でデビューして間も無く出演。後に「THE ALFEE」として大成する
- メル・テイラー&ザ・ダイナミックス - ベンチャーズを一時離れていたメル・テイラーがジェリー・マギー、ボブ・スポルディングらと結成したバンド。当時「2つのベンチャーズが来日」と話題を呼んだ
- BOWWOW - メンバーの斉藤光浩と新美俊宏は前身バンドDo.T.Doll時代も出演
- つのだ☆ひろ - スペースバンド
- 浅野ゆう子
- 団しん也
- 沢たまき
- 八神純子 - 「 さよならの言葉 」プロモーション時

ほか

## しろうとコメディアン道場
『ぎんざＮＯＷ！』の名物コーナー(月曜日)で、勝ち抜き方式のお笑いコンテストである。放送期間は74年7月～78年9月まで。毎週ネタを披露し、5週勝ち抜きでチャンピオンとなる。
歴代チャンピオン

※20代目決定後に、歴代チャンピオン大会に出演した時の映像から記載。

★はハンダースの一員
- 初代 - 関根勤
- 2代目 - ★鈴木末吉(現：鈴木寿永吉)
- 3代目 - ★清水アキラ
- 4代目 - ★佐藤金造(現：桜金造)
- 5代目 - ★アパッチけん(現：中本賢)
- 6代目 - 花より団子(現：桂雀々)
- 7代目 - ★アゴ勇
- 8代目 - 不明
- 9代目 - ザ・大和撫子(女性2名のデュオ。その後二人とも教師になった）
- 10代目 - 不明
- 11代目 - 吉村明宏
- 12代目 - 不明
- 13代目 - ダンディ2(春日井潤(現：春日井順三)、他1名)
- 14代目 - 不明
- 15代目 - 不明
- 16代目 - 不明
- 17代目 - 小堺一機
- 18代目 - 不明
- 19代目 - 竹中直人
- 20代目 - てっちゃん・しんちゃん(柳沢慎吾、他1名)
- 21代目～28代目 - 不明

## 制作スタッフ
- 構成（番組構成）：リバーサイドウェイ（前期）、前川宏司（後期）
- プロデューサー：梅沢汎（TBS）[10]、青柳脩（TBS）、川越博、吉村隆一
- ディレクター：佐藤木生（ホリ企画制作）、居作中一[10]
- 制作協力：ホリ企画制作（現 ホリプロ制作部・前期）、映像企画（後期）
- 技術協力：東通
- スタジオ：銀座テレサ（三越銀座スタジオ）
- 制作：TBS、オフィス・トゥー・ワン（開始年より、1曜日担当）[11]
- 製作著作：TBS

## 備考
- この番組が生放送されていた「銀座テレサ」は、一時期『ロッテ 歌のアルバム』の収録でも使用された。次のTBS土曜正午枠バラエティ番組の生放送も行われた事がある[12]（アナウンサーは当時）。

| タイトル       | 放送期間      | 放送期間      | 司会                                     | その他の出演者                                                    |
| タイトル       | 開始          | 終了          | 司会                                     | その他の出演者                                                    |
| -------------- | ------------- | ------------- | ---------------------------------------- | ----------------------------------------------------------------- |
| レッツゴー銀座 | 1976年10月9日 | 1977年3月26日 | レツゴー三匹                             |                                                                   |
| ハッスル銀座   | 1977年4月2日  | 1979年3月31日 | 西田敏行、松崎しげる、林美雄アナウンサー |                                                                   |
| ハッスル夫婦   | 1979年4月21日 | 1979年9月29日 | 江利チエミ、佐野稔                       | 実況：山田二郎アナウンサー アシスタント：キューピット、杉田美由紀 |
- オフィス・トゥー・ワンとしては、初めてテレビ番組制作に進出した番組である。

- 「銀座テレサ」はTBSが優先的に使えるスタジオとして稼動していたが、1980年代に入りその契約が切れたタイミングで今度はテレビ東京と専用スタジオとして使用する契約を結ぶ。
同所は改装され、名称も「テレビ東京三越銀座スタジオ」と改まる。テレビ東京の専用スタジオ化以降、『レディス4』の生放送（1982年の番組開始当初から数年間。その後は月曜日が新宿東口の「スタジオアルタ」、月曜以外は本社（現在の東京タワーメディアセンター）からの放送へ移行。詳細は当該項を参照）、1980年代中期に放送されていた若者向けバラエティ『ヤングTOUCH!』の生放送などに使用された後、1980年代後期に閉鎖された。その後、三越がゴルフ用品売り場として使ったのち、2008年に建物自体が取り壊されている。現在は当時とは異なる三越の新館が建設・稼働しており、往時を偲ばせるものは何もない。